# Franc Kvaternik (fizik)
Franc Kvaternik [frànc kvàternik], slovenski fizik, * 28. september 1919, Osilnica, † 31. december 1981, Ljubljana.
Kvaternik je po diplomi leta 1946 na ljubljanski filozofski fakulteti poučeval fiziko in matematiko na več srednjih šolah v Sloveniji in se poglabljal v metodično-pedagoško problematiko. Sam ali v soavtorstvu je napisal več učbenikov za fiziko ter bil med letoma 1960–1974 urednik Obzornika za matematiko in fiziko. Njegova bibliografija obsega 51 zapisov. 

## Izbrana bibliografija
- Fizika za osmi razred osnovnih šol  (COBISS)
- Fizika za nižje razrede srednjih šol. D. 2  (COBISS)
- Fizikalni priročnik z zbirko nalog za srednje šole (COBISS)